# Druk Gyalpo
Druk Gyalpo (bhutanisch འབྲུག་རྒྱལ་པོ་ Wylie 'brug rgyal po, „Drachenkönig“) ist der Titel des Königs von Bhutan, beginnend mit Ugyen Wangchuck, der nach der Einführung der Monarchie 1907 als erster Druk Gyalpo gilt.
Der Titel „Seine Majestät der Druk Gyalpo“ wird seit 1963 verwendet, um dem zuvor verwendeten „Seine Hoheit“ eine spezifisch bhutanische Identität zu verleihen. Die Könige der Wangchuck-Dynastie vor 1963 wurden nachträglich Druk Gyalpo genannt.
Seit 1969 kann die Nationalversammlung (Tshogdu) dem Druk Gyalpo theoretisch mit einer Zweidrittelmehrheit das Misstrauen aussprechen und ihn zum Rücktritt zugunsten seines Thronfolgers zwingen.
Nach dem Rücktritt seines Vaters Jigme Singye Wangchuk 2006 wurde Jigme Khesar Namgyel Wangchuck faktisch Druk Gyalpo von Bhutan, aber erst 2008 gekrönt.

## Übersicht
| Name (Lebenszeit)                      | Herrschaftszeit                     | Anmerkungen | Bild |
| -------------------------------------- | ----------------------------------- | --- | ---- |
| Ugyen Wangchuck (1861–1926)            | 17. Dezember 1907 – 21. August 1926 | Erster Druk Gyalpo Bhutans; Beginn eines Reformprozesses; Bau von Schulen |      |
| Jigme Wangchuck (1905–1952)            | 21. August 1926 – 30. März 1952     | Nahezu vollständige Isolation Bhutans von der restlichen Welt |      |
| Jigme Dorje Wangchuck (1929–1972)      | 30. März 1952 – 24. Juli 1972       | Modernisierung Bhutans; Einführung des Parlaments; Beitritt Bhutans zur UNO |      |
| Jigme Singye Wangchuck (1955–)         | 24. Juli 1972 – 9. Dezember 2006    | Fortführung des Reformkurses; dennoch lange Verbot von Parteien und Gewerkschaften; Rücktritt zugunsten seines Sohnes Jigme Khesar Namgyel Wangchuck                                                                   |      |
| Jigme Khesar Namgyel Wangchuck (1980–) | 9. Dezember 2006 –                  | Änderung der Verfassung, wodurch Bhutan formal eine konstitutionelle Monarchie wurde; Förderung der Demokratie; Landreform; Gesundheitsreform; Bildungsreform; Förderung des Umweltschutzes; Modernisierung des Landes |      |

Siehe auch: Liste der Herrscher von Bhutan